# Supetar (otok)

Supetar je majhen otoček v južni Dalmaciji (Hrvaška).
Supetar leži jugovzhodno od Dubrovnika v Župskem zalivu okoli 1,5 km severozahodno od Cavtata. Njegova površina meri 0,038 km². Dolžina obalnega pasu je 0,95 km. Najvišja točka na otočku je visoka 8 mnm.